# Corrêa
Carlos Corrêa, właśc. Carlos Rodrigues Corrêa (ur. 29 grudnia 1980 w Limeira w stanie São Paulo) – brazylijski piłkarz występujący na pozycji pomocnika.

## Kariera piłkarska

### Kariera klubowa
Po kilku lat występów w lokalnych klubach, w 2003 roku 23-letni Carlos Corrêa został sprowadzony do klubu SE Palmeiras (z klubu São Bento). W ciągu trzech lat został liderem klubu, w którym występował głównie w środku boiska oraz niekiedy na prawej stronie.
W 2006 roku za 4 miliony euro kupiony do Dynamo Kijów. Bardzo szybko stał się jednym z głównych pomocników Dynama. Słynie z dokładnych podań oraz dobrze czyta grę.
W końcu sierpnia 2009 został wypożyczony na rok do Atletico Mineiro. W następnym sezonie 2010/11 został wypożyczony na rok do CR Flamengo. Latem 2011 powrócił do Dynama. W czerwcu 2012 opuścił kijowski klub.

## Sukcesy i odznaczenia

### Sukcesy klubowe
- mistrz Ukrainy: 2007, 2009
- zdobywca Pucharu Ukrainy: 2006, 2007
- zdobywca Superpucharu Ukrainy: 2006, 2007
- zdobywca Pucharu Pierwogo Kanału: 2008